# Palazzo Pignano
Palazzo Pignano (Palàs Pignà in dialetto cremasco) è un comune italiano di 3 807 abitanti della provincia di Cremona, in Lombardia.
Fa parte del territorio del Cremasco.
Il comune è famoso per i resti archeologici di origine protoromanica. Patrono di Palazzo Pignano è san Martino da Tours (festeggiato l'11 novembre) e san Rocco (festeggiato il 16 agosto).

## Storia

### Origini
Palazzo è un centro abitato di antica origine, da sempre appartenente al territorio cremasco.
Scavi archeologici evidenziano come già nel V secolo d.C. Palazzo fosse una località abitata. L'origine forse è ancora più antica e risala alla città romana di Parasso, insediamento cristiano del IV secolo. Da qui una possibile origine etimologica del nome.

### Medioevo
Palazzo compare in un documento dell'anno Mille relativo alla donazione effettuata dal vescovo di Piacenza Sigfrido al monastero di San Savino.
La sua storia è marcata da due distruzioni: la prima intorno al 951 e la seconda verso la metà dell'XI secolo. Viene riedificata nel 1155.
Nel XII secolo fu possesso del Comune di Crema, che la cedette in feudo a Signori locali nei secoli seguenti.
Intorno alla metà del Quattrocento passò, come il territorio circostante, sotto la dominazione veneziana, che si protrasse fino al 1797.

### Età moderna
In età napoleonica (1809-16) Palazzo fu frazione di Scannabue, recuperando l'autonomia con la costituzione del Regno Lombardo-Veneto.

### Età contemporanea
Nel 1862 il comune assunse la denominazione di Palazzo Pugnano, mutata dopo un solo anno in Palazzo Pignano.
Nel 1929 al comune di Palazzo Pignano vennero aggregati i soppressi comuni di Cascine Gandini e Scannabue.

### Simboli
Lo stemma e il gonfalone sono stati concessi con decreto del presidente della Repubblica del 23 novembre 1964.
La mitra e il pastorale sono simboli episcopali, perché il territorio dell'attuale comune era soggetto al vescovo-conte di Crema. Nella seconda partizione è raffigurata la torre del “palazzo” o villa dei conti Marazzi, nota come Villa San Giovanni nella frazione di Scannabue.
Il gonfalone è un drappo partito di bianco e di azzurro.

## Monumenti e luoghi d'interesse

### Architetture religiose

#### Pieve di Palazzo Pignano
La Pieve di Palazzo Pignano, risalente al IV secolo, sorge sotto la chiesa principale del paese.

### Aree naturali

#### Parco del Tormo
Il parco del Tormo si estende per una superficie di 360 ettari sul territorio comunale.

## Società

### Evoluzione demografica
Abitanti censiti

### Etnie e minoranze straniere
Al 31 dicembre 2020 i cittadini stranieri sono 318. Le comunità nazionali numericamente significative sono:
1. Romania, 125
2. Egitto, 34
3. Marocco, 33

## Geografia antropica[12]

### Frazioni
Il territorio comunale comprende, oltre al capoluogo, le frazioni di Cascine Capri, Cascine Gandini e Scannabue.

## Infrastrutture e trasporti

### Strade
Il territorio è attraversato dalle seguenti strade provinciali:
- CR SP ex SS 415 Paullese (breve tratto)
- CR SP 35 Pandino-Casaletto Vaprio
- CR SP 71 Scannabue-Vailate
- CR SP 90 "di Cassano"

## Amministrazione
Elenco dei sindaci dal 1985 ad oggi:
| Periodo | Periodo   | Primo cittadino     | Partito              | Carica                    | Note          |
| ------- | --------- | ------------------- | -------------------- | ------------------------- | ------------- |
| 1985    | 1990      | Vincenzo Poletti    | Democrazia Cristiana | sindaco                   |               |
| 1990    | 1995      | Vincenzo Poletti    | Democrazia Cristiana | sindaco                   |               |
| 1995    | 1996      | Antonio Riccardi    | sinistra             | sindaco                   | [ 14 ] [ 15 ] |
| 1996    | 1996      | Alessandra Nigro    | -                    | commissario prefettizio   | [ 16 ]        |
| 1996    | 1996      | Alessandra Nigro    | -                    | commissario straordinario | [ 17 ]        |
| 1996    | 2001      | Pierangelo Mandotti | centro               | sindaco                   |               |
| 2001    | 2006      | Pierangelo Mandotti | centro               | sindaco                   |               |
| 2006    | 2011      | Antonio Ginelli     | lista civica         | sindaco                   |               |
| 2011    | 2016      | Rosolino Bertoni    | Lega Nord            | sindaco                   |               |
| 2016    | 2021      | Rosolino Bertoni    | Lega Nord            | sindaco                   |               |
| 2021    | in carica | Giuseppe Dossena    | Lega Nord            | sindaco                   |               |